# 哈迪贾·鲁米希
哈迪贾·鲁米希（阿拉伯語：خديجة الرميشي；1989年9月16日—），摩洛哥女子职业足球运动员，司职守门员，目前效力于皇家武装部队体育俱乐部和摩洛哥国家女子足球队。她曾代表摩洛哥参加2022年非洲女子世界杯和2023年国际足联女子世界杯等多场国际赛事。